# Mary + Jane
Mary + Jane es una serie de televisión estadounidense de comedia. Se estrenó en MTV el 5 de septiembre de 2016. La serie es proragonizada por Scout Durwood y Jessica Rothe, y es producido por el rapero Snoop Dogg, Deborah Kaplan y Harry Elfont.
El 9 de febrero de 2017, MTV canceló la serie tras una sola temporada emitida.

## Sinopsis
La serie sigue a Paige y Jordan, dos jóvenes empresarias que venden marihuana a través de un servicio de entrega de malas hierbas en Los Ángeles.

## Reparto

### Principales
- Jessica Rothe como Paige.
- Scout Durwood como Jordan.
- Koza Patel como Jenee.
- Dan Ahdoot como Robbie.
- H. Michael Croner como Chris.

### Estrellas Invitadas
- Snoop Dogg[4]
- Seth Green
- Leonard Roberts
- Missi Pyle
- Andy Daly

## Episodios
| N.º | Título               | Dirigido por                  | Escrito por                                  | Fecha de emisión original | Audiencia (millones) |
| --- | -------------------- | ----------------------------- | -------------------------------------------- | ------------------------- | -------------------- |
| 1   | «Pilot»              | Michael Blieden               | Deborah Kaplan y Harry Elfont                | 5 de septiembre de 2016   | 0.45                 |
| 2   | «Girl on Gurl»       | Todd Biermann                 | Deborah Kaplan y Harry Elfont                | 12 de septiembre de 2016  | 0.47                 |
| 3   | «Sn**chelorette»     | Deborah Kaplan y Harry Elfont | Danielle Uhlarik y Jamie Uyeshiro            | 19 de septiembre de 2016  | 0.41                 |
| 4   | «Jenéeuary»          | Tamra Davis                   | Deborah Kaplan y Harry Elfont                | 26 de septiembre de 2016  | 0.32                 |
| 5   | «Rehab»              | Heath Cullens                 | Matt Lawton                                  | 03 de octubre de 2016     | 0.33                 |
| 6   | «YouCube»            | Tamra Davis                   | Danielle Uhlarik                             | 10 de octubre de 2016     | 0.34                 |
| 7   | «Noachella»          | Todd Biermann                 | Maggie Bandur                                | 17 de octubre de 2016     | 0.35                 |
| 8   | «MarijuanaCon»       | Phil Traill                   | Andie Bolt                                   | 24 de octubre de 2016     | 0.29                 |
| 9   | «Neighborhood Watch» | Phil Traill                   | Deborah Kaplan, Harry Elfont y Maggie Bandur | 07 de noviembre de 2016   | 0.38                 |
| 10  | «420»                | Deborah Kaplan y Harry Elfont | Deborah Kaplan y Harry Elfont                | 14 de noviembre de 2016   | 0.36                 |